# Philippe Burty

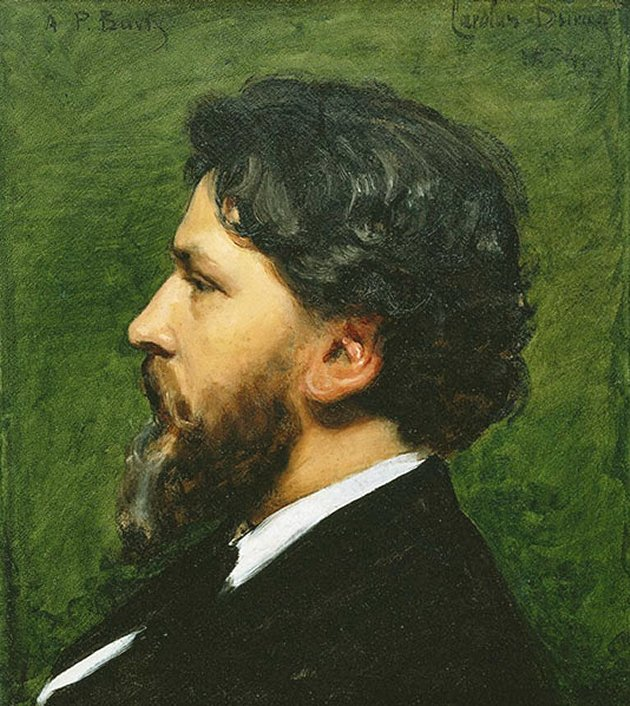
Portret van Philippe Burty, 1874, door Émile Auguste Carolus-Duran.

Philippe Burty (Parijs, 06-02-1830 - Astaffort Lot-et-Garonne, 03-06-1890) was een Frans kunstcriticus, schrijver, dichter, tekenaar, lithograaf en kunstverzamelaar. Hij was een groot bewonderaar van het impressionisme waarin hij een nieuwe vorm van het realisme zag en dat hij met veel scherpzinnigheid en tact verdedigde in zijn geschriften.  Hij heeft bijgedragen aan het ontstaan van het Japonisme en aan de herwaardering van de prentkunst.

## Biografie
Burty was kunstcriticus voor de Gazette des Beaux-Arts van bij de oprichting in 1859, hij werkte voor Le Rappel van 1869 tot 1871, voor het avant-garde tijdschrift La Renaissance littéraire et artistique van 1872 tot 1874 en schreef regelmatig bijdragen voor La République Française, Academie en L'Art. Hij was progressief in zijn opinies en trok in zijn Chronique des arts et de la curiosité in de Gazette des Beaux-Arts, de aandacht van zijn lezers op de vernieuwingen die plaatsvonden in de kunstwereld van zijn tijd. Zelf een groot bewonderaar van de grafiek, die voor hem evenveel artistieke waarde had als de schilder- en tekenkunst, trachtte hij zijn lezers de smaak voor de ets en de gravure bij te brengen. Hij was nauw betrokken bij initiatieven die zich de opwaardering van de prentkunst tot doel stelden zoals de Société des Aquafortistes en de Société des Peintres-Graveurs.
Burty kreeg het verzoek om de tekeningen en schetsboeken van Eugène Delacroix te ordenen met het oog op de publieke veiling die plaatsvond van 22 tot 27 februari 1864 na het overlijden van Delacroix. Hij deed dit samen met onder meer Pierre Andrieu, Adrien Dauzats, Constant Dutilleux en Schwiter. Burty zorgde ook voor de catalogus. In 1878 publiceerde hij de briefwisseling van Delacroix. Een tweede herziene en uitgebreide uitgave volgde in 1880.
In het begin van de jaren 1860 verzamelde Burty een reeks etsen van Franse kunstenaars zoals Eugène Delacroix, Édouard Manet, James McNeill Whistler, Pierre Puvis de Chavannes en Paul Huet naast de grafische werken van  Fragonard, Jean Antoine Watteau en Gustave Moreau die hij al in zijn collectie had. Burty was zelf een niet onverdienstelijke tekenaar en etser. In 1876 publiceerde hij de gravures en etsen van de gebroeders Goncourt. 
In 1869 stelde Burty het werk Sonnets et eaux-fortes samen, een verzamelwerk met 42 gedichten van eigentijdse poëten, geïllustreerd met etsen van werken van bekende schilders. Het werk werd uitgegeven door Alphonse Lemerre in Parijs op slechts 300 exemplaren.
Gedurende de Commune van Parijs in 1871 werkte Burty voor Le Rappel en steunde hij de schilder Gustave Courbet die in deze troebele tijden via zijn Fédération des artistes, de kunstenaars wou bevrijden van elke staatsinvloed.
Door zijn interesse in grafisch werk was hij ook een fervent verzamelaar van Japanse prenten, naast zijn verzameling van aardewerk, porselein en samoerai wapentuig. In de jaren 1870 kwamen er veel producten uit de Japanse toegepaste kunsten op de markt in Europa. Deze traditionele Japanse kunst was lang afgeschermd geweest voor de Westerse markt maar met de Meiji-restauratie in 1867 kwam de handel in Japanse kunst in een versnelling terecht. De Parijse handelaars onder de leiding van Siegfried Bing kochten volop kunstvoorwerpen uit de shogun periode en Burty was een van hun trouwe klanten. Burty schreef talrijke artikels over Japanse kunst in het door Bing gestichte tijdschrift Le Japon artistique en in de Revue des arts décoratifs. Hij hield een reeks voordrachten over Japans aardewerk en porselein in de herfst van 1884 voor de Union centrale des arts décoratifs. Burty was al Japanse kunst beginnen verzamelen in de jaren 1860 en bekleedde ook een centrale plaats in de golf van Japonisme die in 1870 op gang kwam. Zijn autoriteit in het domein werd algemeen erkend. De term Japonisme werd door Philippe Burty gelanceerd in 1872.

## Weblinks
- Burty, Philippe (1830-1890) op IdRef (Identifiants et Références pour l'ensignement supérieur et la recherche), met lijst van alle werken.
- Sonnets et eax-fortes raadpleegbaar op Gallica.

- Biblioteca Nacional de España: XX4915779
- Bibliothèque nationale de France: cb123459474 (data)
- Gemeinsame Normdatei: 119118165
- International Standard Name Identifier: 0000 0000 8077 1083
- Library of Congress Control Number: n84056221
- Base Léonore: LH//396/62
- Nationale Bibliotheek van Tsjechië: xx0068208
- Nationale Bibliotheek van Israël: 987007277956705171
- Nederlandse Thesaurus van Auteursnamen: 157865312
- RKD-Nederlands Instituut voor Kunstgeschiedenis: 14353
- Système universitaire de documentation: 032427816
- Union List of Artist Names: 500021621
- Virtual International Authority File: 44372406
- WorldCat: E39PBJvxpyDWH3QfTTG3JC3JDq